# August von Quistorp

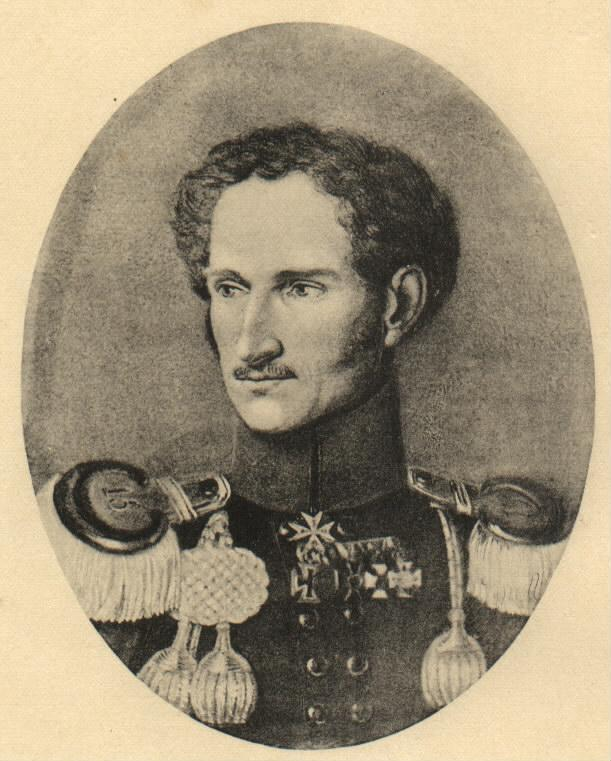
August von Quistorp (um 1834)

Ulrich August Wilhelm von Quistorp (* 17. Februar 1786 in Vorwerk bei Lassan; † 6. Dezember 1849 in Krenzow) war ein preußischer Offizier.

## Leben
Ulrich August Wilhelm von Quistorp war das fünfte Kind des 1782 geadelten Johann von Quistorp (1752–1825) und seiner Ehefrau Dorothea, geborene von Behr (1756–1796). Im Alter von 15 Jahren begann seine Militärkarriere in Frankfurt (Oder) im Infanterieregiment Nr. 24 unter General von Zenge. 1804 kam er in die Militärische Gesellschaft unter Scharnhorst.
Nach der Niederlage Preußens gegen Napoleon in der Schlacht bei Jena und Auerstedt schloss sich Quistorp Ferdinand von Schill an und nahm als Kommandeur der 1. Infanteriekompanie 1807 an der Verteidigung Kolbergs teil. Im Alter von 21 Jahren erhielt Quistorp den Orden Pour le Mérite.
Nach der Einnahme Stralsunds durch die Franzosen konnte Quistorp mit einem Boot nach Rügen flüchten. Er schloss sich nun der Schwarzen Schar Friedrich Wilhelms von Braunschweig an und war 1809 Befehlshaber des Schill´schen Fußvolks. In Böhmen musste er eine schwere Verwundung auskurieren. In Preußen war Quistorp inzwischen in Abwesenheit als Deserteur verurteilt worden.
Er ging 1810 nach England und kam im August 1811 in die Kings German Legion, um mit ihr im Spanienfeldzug weiter am Kampf gegen die napoleonischen Truppen teilzunehmen.
Als er 1814 seinen Abschied bei der Legion genommen hatte und nach Preußen zurückkehrte, wurde er im Oktober 1814 als Deserteur in der Festung Küstrin arrestiert, jedoch schon im Februar 1815 wieder freigelassen und ins Heer aufgenommen. Er nahm am Sommerfeldzug von 1815 teil und bekam das Eiserne Kreuz verliehen. Im April 1836 nahm Quistorp als Oberstleutnant seinen Abschied beim Militär und bewirtschaftete seine Güter in Krenzow und Zarentin bei Lassan in Vorpommern.

## Familie
Er heiratete 1821 Anna Duesberg (1797–1864). Sein erster Sohn August (1822–1877) war der Vater von Wernher von Quistorp. Ferner hatte er mehrere Töchter:
- Marie Frederike (* 5. April 1824; † 16. April 1886) ⚭ 1842 Eduard von Below (* 20. Juli 1815; † 15. Februar 1894), Herr auf Salchow, Eltern von Eduard von Below
- Elisabeth Wilhelmine Johanna (* 10. November 1825) ⚭ 1852 Georg von Linsingen (* 10. April 1819; † 25. Januar 1904)
- Mathilde Charlotte Auguste (* 10. September 1852) ⚭ 1852 Alfons von Linsingen (* 14. März 1817; † 6. August 1856)